# Comuna Kneajîci, Iampil
Kneajîci (în ucraineană Княжичі) este o comună în raionul Iampil, regiunea Sumî, Ucraina, formată din satele Hîrîne, Kneajîci (reședința), Orliv Iar, Stepanivka și Veselîi Hai.

## Demografie
Componența lingvistică a comunei Kneajîci
     Ucraineană (97,54%)
     Rusă (2,46%)
Conform recensământului din 2001, majoritatea populației comunei Kneajîci era vorbitoare de ucraineană (97,54%), existând în minoritate și vorbitori de rusă (2,46%).